# Ређоне Поренка (Кунео)
Ређоне Поренка је насеље у Италији у округу Кунео, региону Пијемонт.
Према процени из 2011. у насељу је живело 10 становника. Насеље се налази на надморској висини од 718 м.